# Octobre 1808

## Événements
- 3 octobre : Usman dan Fodio s’empare d’Alkalawa, la capitale du Gober[1].
- 4 octobre : les Britanniques cherchent à nouer des relations commerciales avec le Japon. La frégate HMS Phaeton entre en force dans le port de Nagasaki mais est refoulée[2].
- 4 - 17 octobre : prise de Capri par le général Jean Maximilien Lamarque[3].
- 12 octobre : création de la Banque du Brésil par Rodrigo de Sousa Coutinho, comte de Linhares[4]. Elle disparaîtra en 1829.

## Naissances
- 28 octobre : Nicolas-Armand Buvignier, géologue, paléontologue et spéléologue français († 22 avril 1880).

## Décès
- 15 octobre : James Anderson (né en 1739), agronome et économiste écossais.